# 황풍사
황풍사는 대한민국 충청남도 금산군 남일면 황풍2길 3-9에 있는 사당이다. 2011년 8월 16일 금산군의 향토유적 제23호로 지정되었다.

## 개요
성곡서원에 김신의 위폐를 모시였으나 고종8년 (1871년)에 훼철되자 현재 황풍사에 지방 후손들이 사당을 건립하였다. 김신은 고려말기에 원나라에 들어가 요양행성참정이 되어 고려를 위하여 공이 컸으며 충열왕이 그의 공을 찬양하였다. 황풍사 입구에는 1969년에 송재성이 찬하고 송용이 글씨를 쓴 만리황풍비가 있다.